# 10 Brygada Kawalerii Pancernej (PSZ)

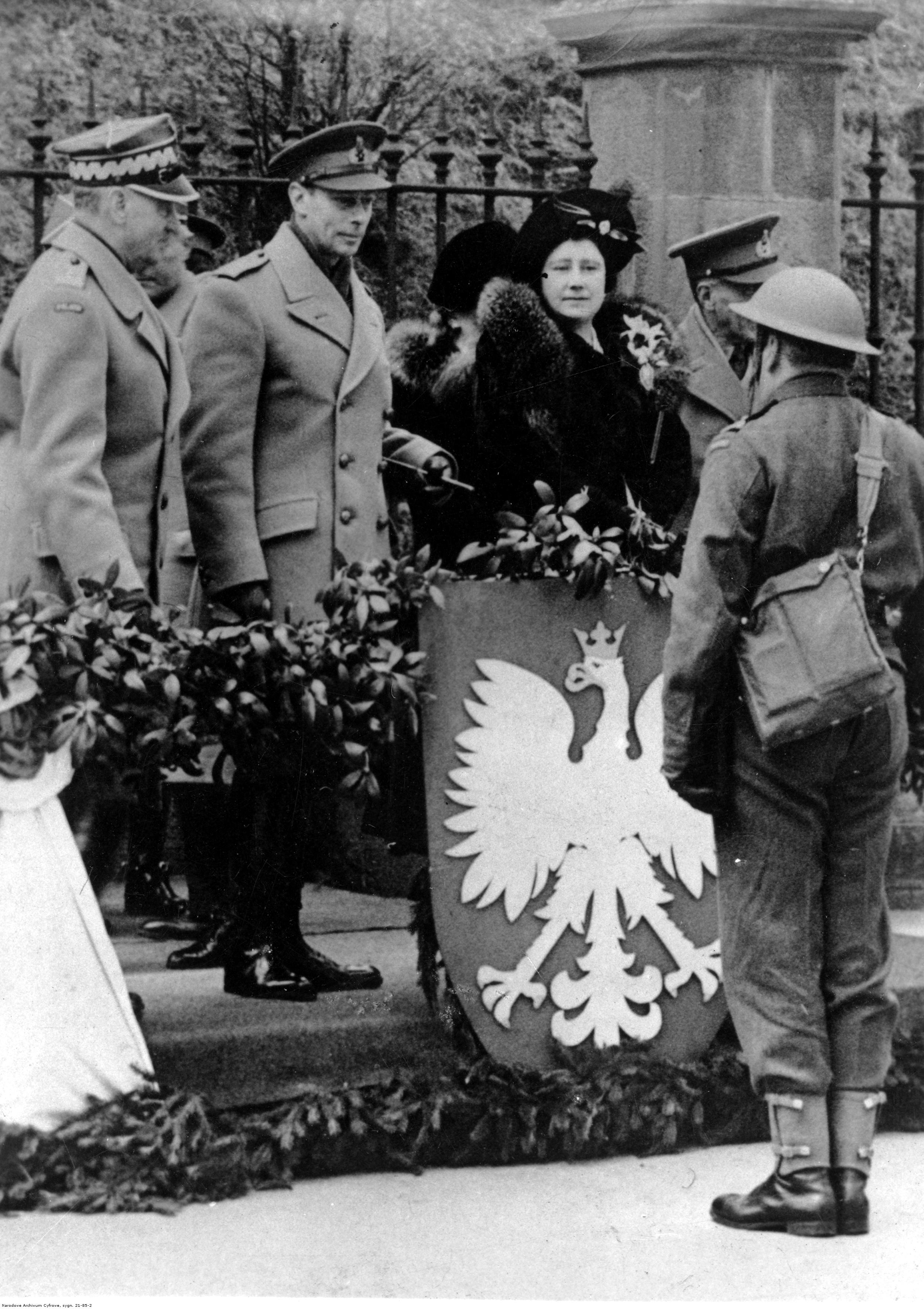
Król Wielkiej Brytanii Jerzy VI i królowa Elżbieta przyjmują defiladę 10 Brygady Kawalerii Pancernej. Na trybunie od lewej: premier RP i Naczelny Wódz, gen. Władysław Sikorski, król Wielkiej Brytanii Jerzy VI, królowa Elżbieta. Szkocja marzec 1941

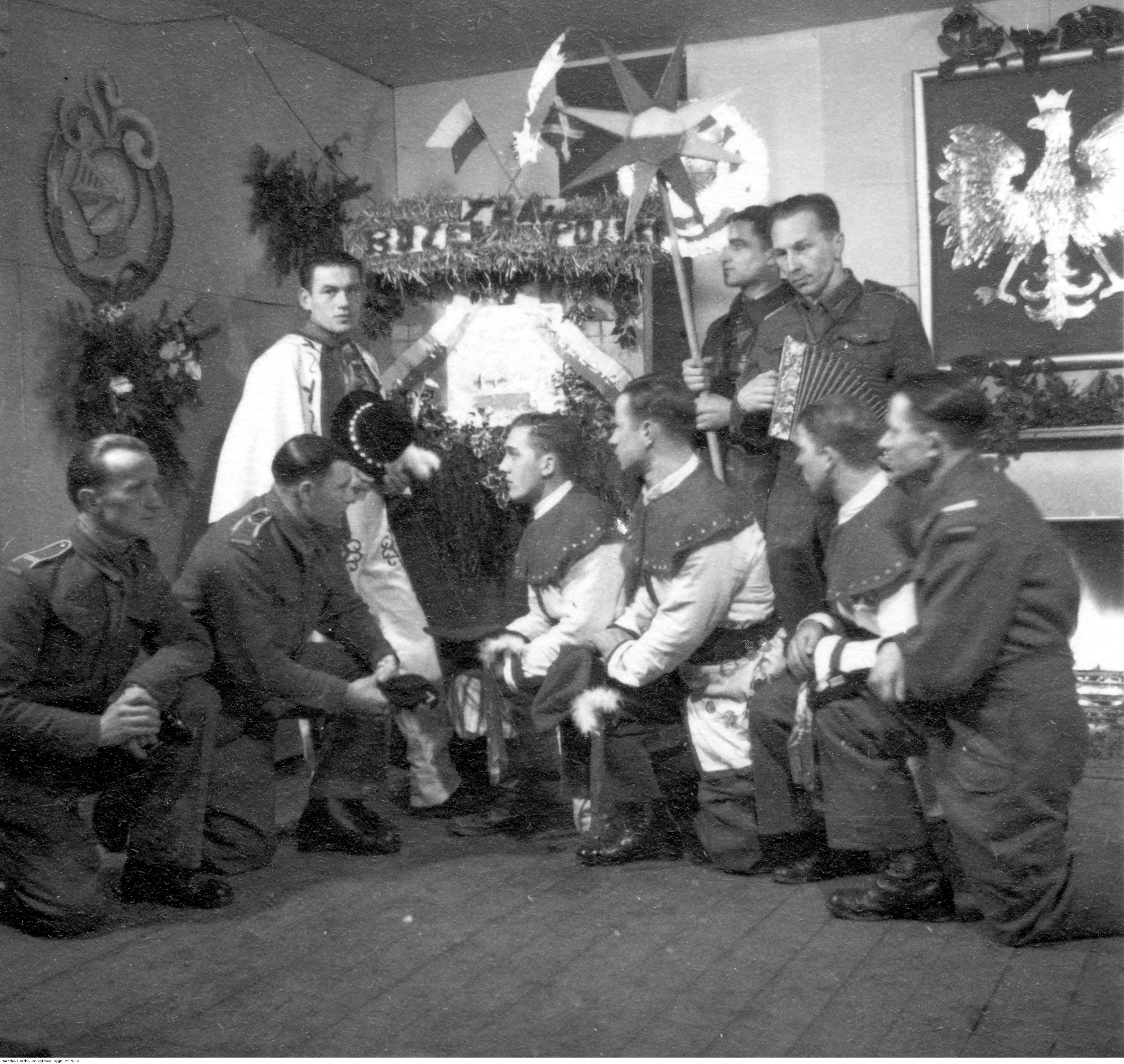
Świetlica żołnierska 10 BKPanc w Wielkiej Brytanii

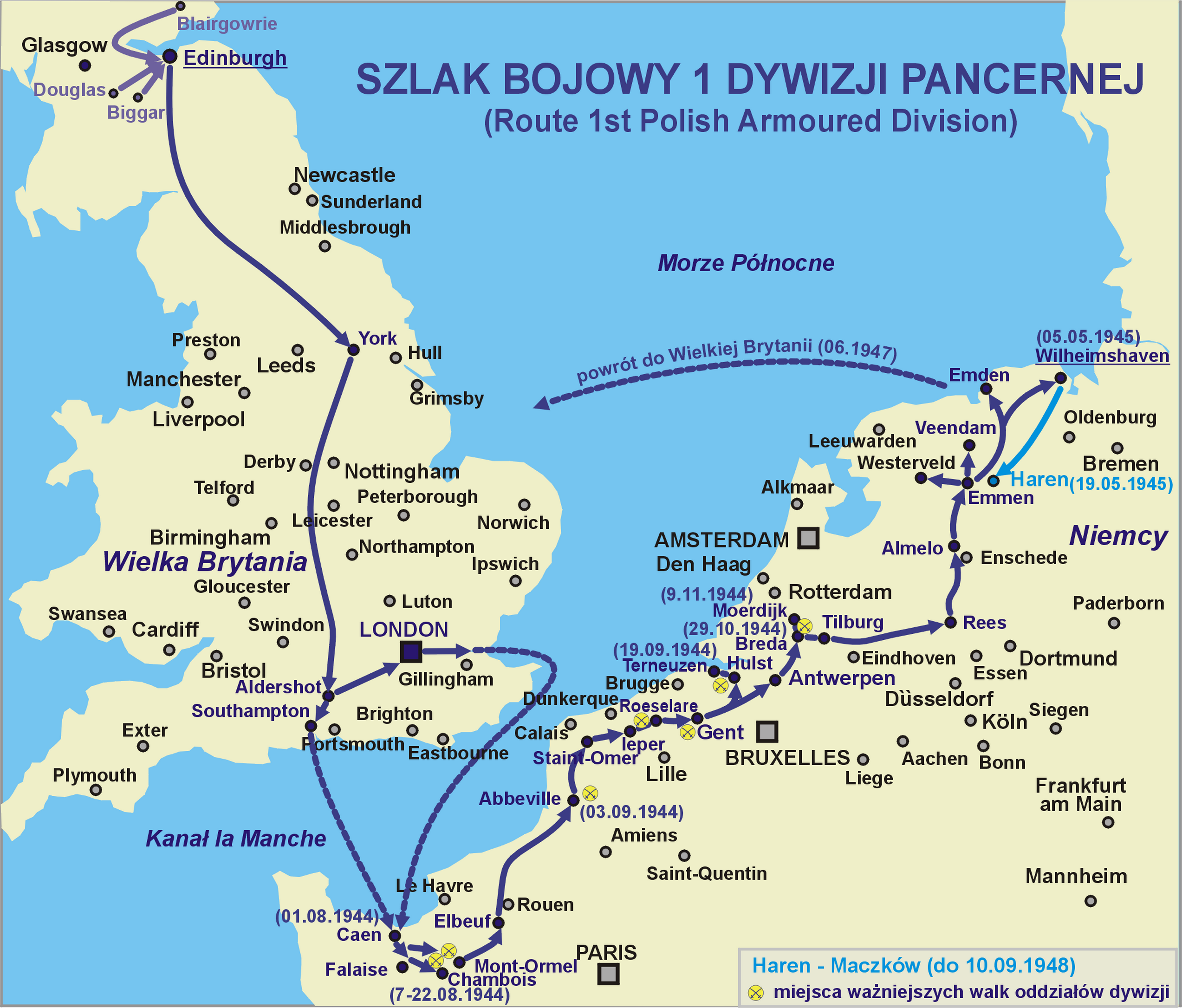
Szlak bojowy brygady w składzie 1 DPanc

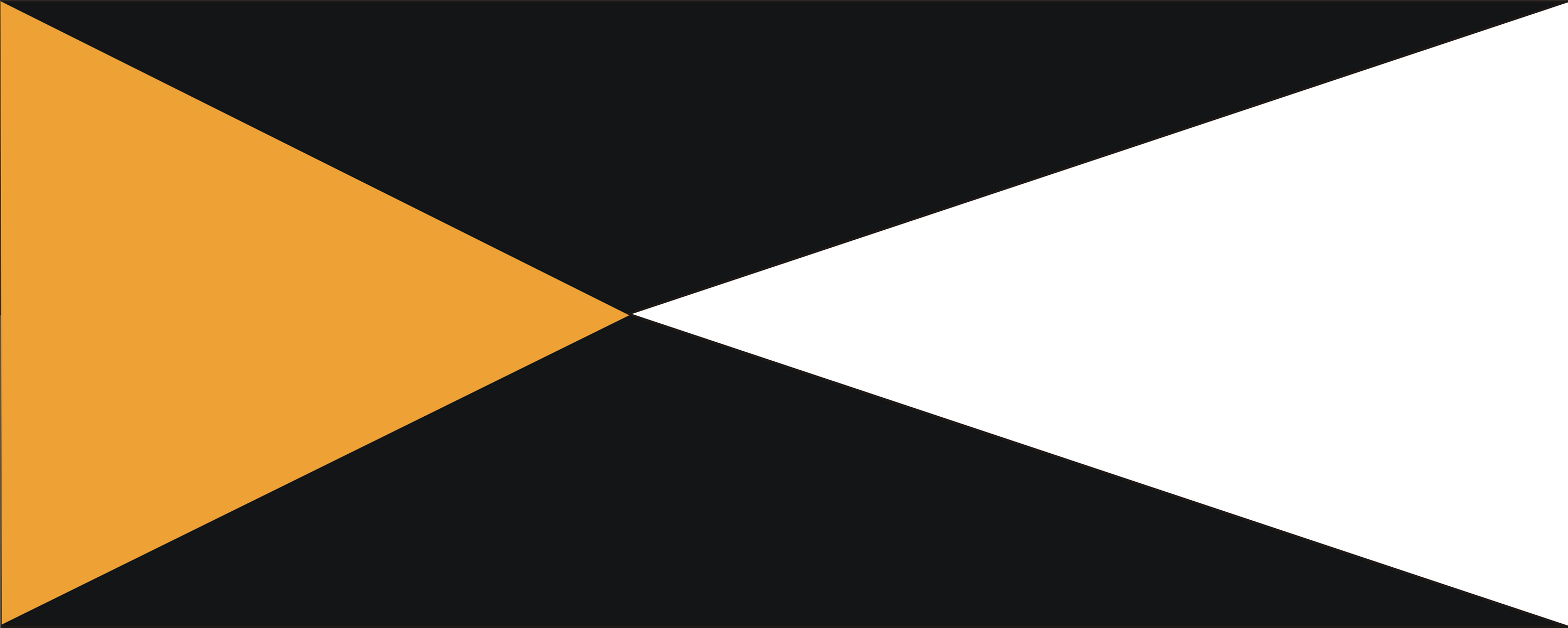
Proporczyk szwadronu sztabowego

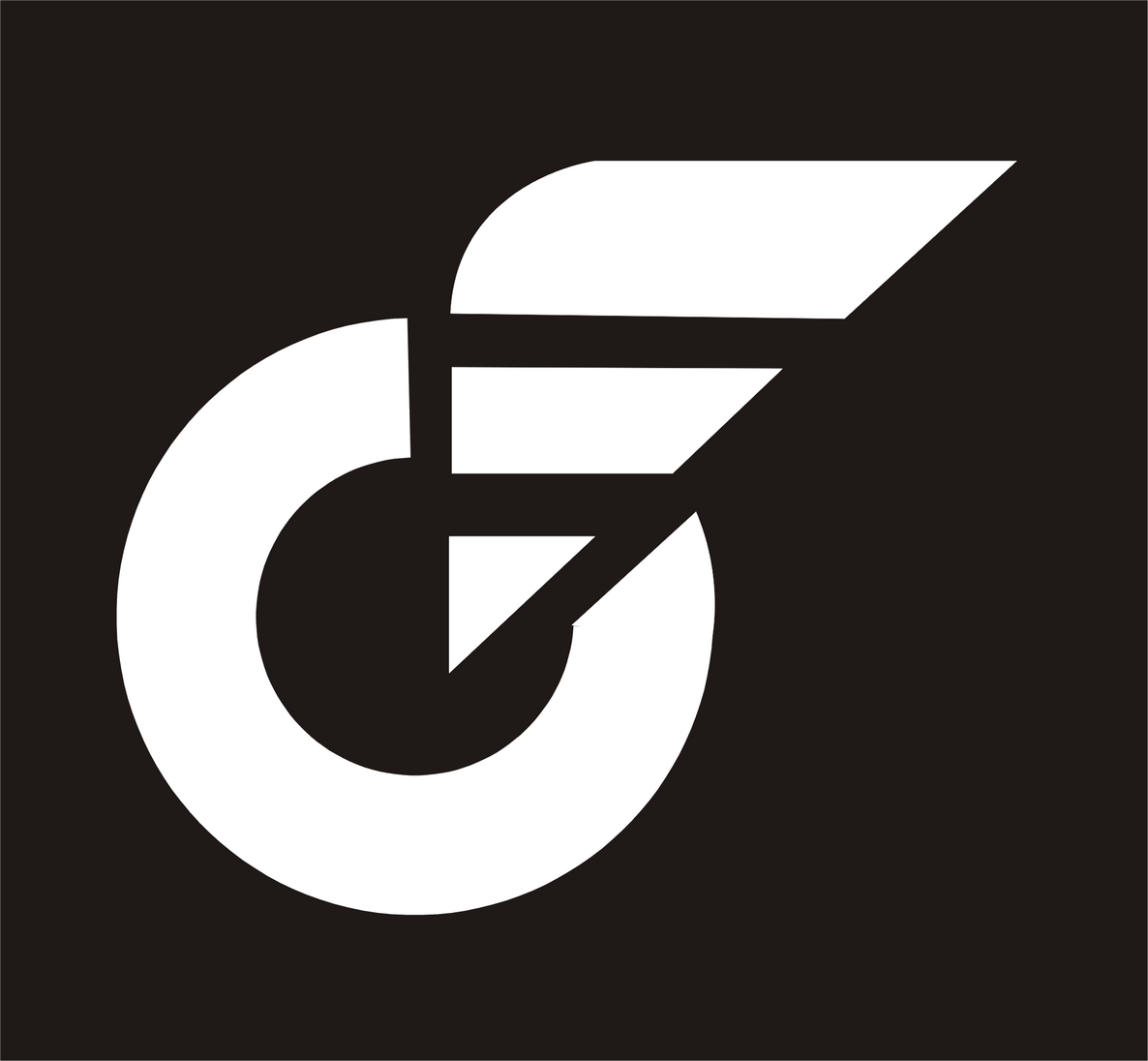
Tablica rozpoznawcza pojazdów WP

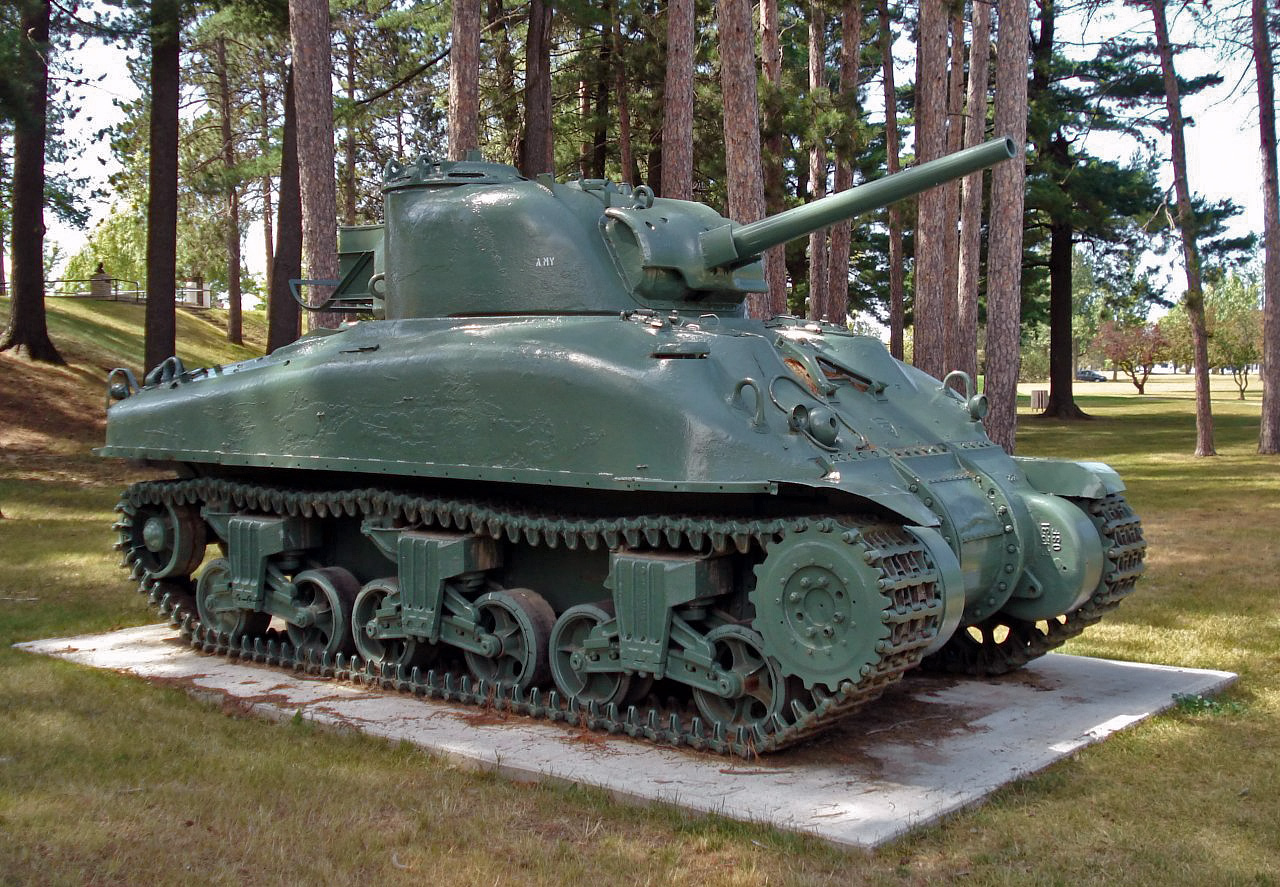
Czołg podstawowy – M4 Sherman

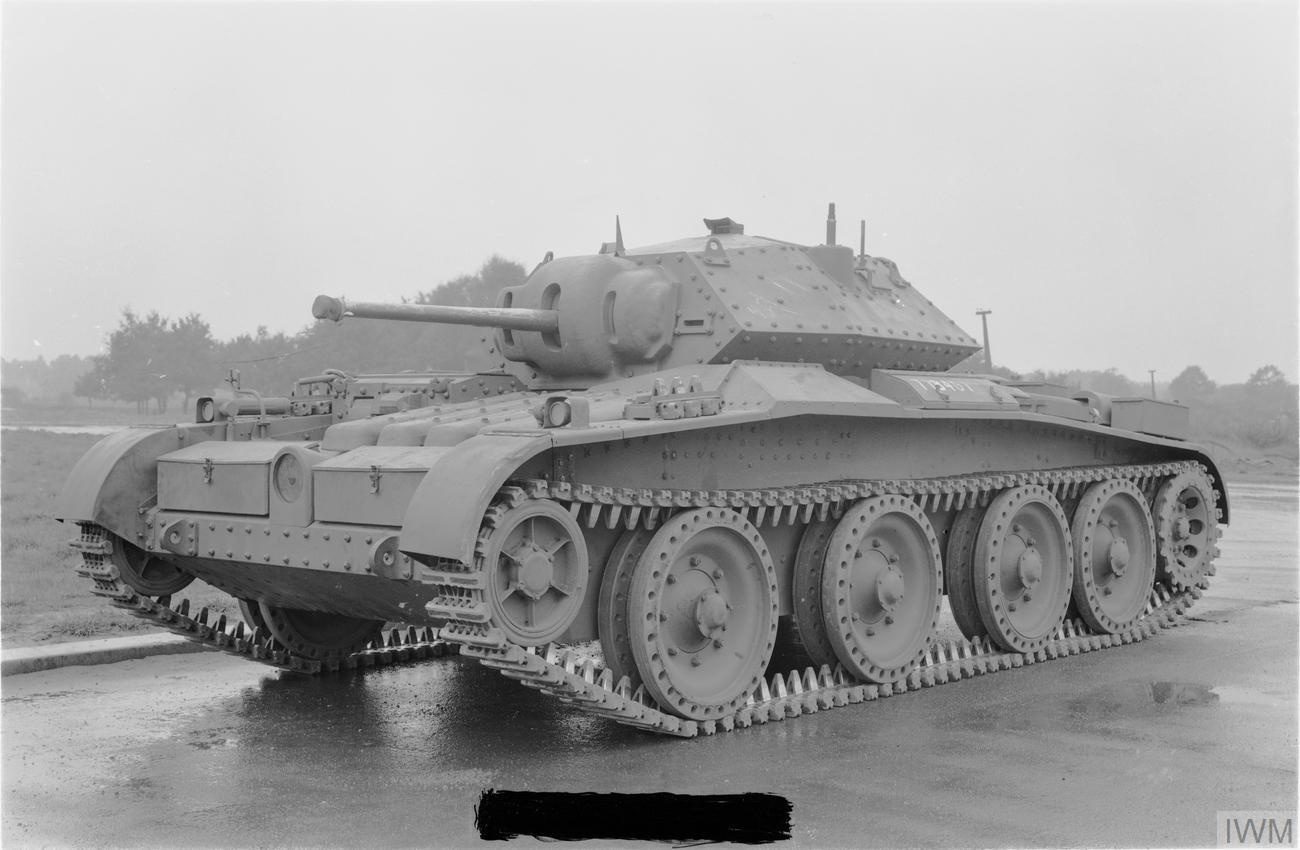
Covenanter – czołgi tego typu były na wyposażeniu brygady w końcu 1943

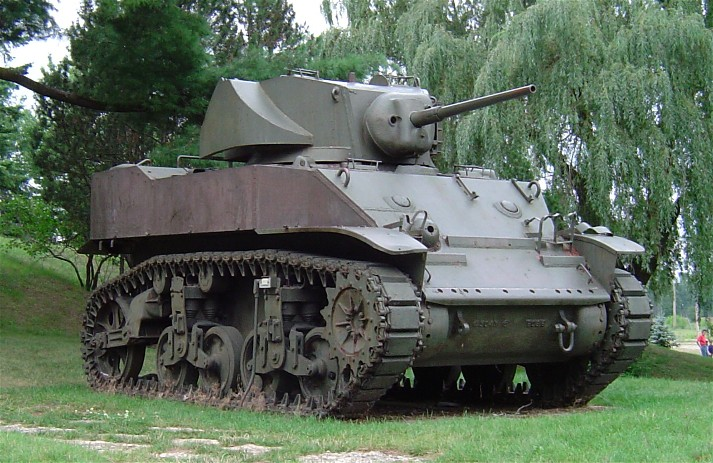
Stuart – czołgi tego typu były na wyposażeniu 24 Pułku Ułanów

10 Brygada Kawalerii Pancernej – brygada pancerna Polskich Sił Zbrojnych, powstała w Szkocji z przeformowania 2 Brygady Strzelców. W okresie walk w Europie Zachodniej wchodziła w skład 1 Dywizji Pancernej gen. Stanisława Maczka.

## 2 Brygada Strzelców
W lipcu 1940 w Douglas w Szkocji rozpoczęto formowanie 2 Brygady Strzelców pod dowództwem gen. bryg. Rudolfa Dreszera. Obejmowała trzy bataliony strzelców, oddział rozpoznawczy, 10 Dywizjon Artylerii Motorowej, dywizjon przeciwpancerny, kompanię saperów, pluton regulacji ruchu, kolumnę przewozową i szwadron techniczny. Rozmieszczona w obozie leśnym Happendon Camp, latem 1940 liczyła 167 oficerów i 2031 żołnierzy.
Struktura brygady została opracowana na podstawie doświadczeń wojennych. Miała być jednostką ruchliwą, przystosowaną do działań manewrowych, zmotoryzowaną, dysponującą dużą siłą ognia (batalion czołgów i artyleria wsparcia).
Brygada powinna była liczyć 5743 żołnierzy, w tym 419 oficerów i  978 podoficerów. Tak duży skład procentowy kadry podyktowany był wysokimi nadwyżkami oficerów i dużymi trudnościami prowadzenia poboru w Wielkiej Brytanii i w Kanadzie.

## Brygada Kawalerii Pancernej
2 października 1940 dowodzenie przejął przybyły z Francji gen. Stanisław Maczek, a 25 października Naczelny Wódz gen. Władysław Sikorski nadał jednostce podczas uroczystej zbiórki nazwę 10 Brygady Kawalerii Pancernej. Jej pododdziały otrzymały oficjalnie swoje dawne nazwy. Przed połową sierpnia 1941 dowódca Home Forces gen. Alan Brooke dokonał wizytacji brygady i wysoko ocenił jej poziom wyszkolenia. W październiku 1941 dowódcy 10 Pułku Strzelców Konnych, 24 Pułku Ułanów i batalionu im. 14 Pułku Ułanów Jazłowieckich otrzymali etaty pułków pancernych na szkolenie specjalistów w ramach przygotowań do utworzenia dywizji pancernej.
W toku rozmów na temat reorganizacji 1 Korpusu Polskiego według relacji gen. Maczka żołnierze brygady, kawalerzyści i młodsi oficerowie broni pancernej popierali jego projekt utworzenia wielkiej jednostki wojsk pancernych (w opozycji do funkcjonowania samodzielnej broni pancernej wspierającej piechotę, za czym opowiadała się część specjalistów w zakresie tej broni). Dowództwo brygady dążyło także w zgodzie z założeniami Maczka do przeformowania samej brygady w faktyczną jednostkę pancerną, która weszłaby w skład dywizji jako druga brygada pancerna obok istniejącej już 16 Brygady Czołgów. W świetle studiów brytyjskich opartych na doświadczeniach z frontu północnoafrykańskiego, które zakładały zastąpienie jednej brygady pancernej brygadą piechoty, dywizja licząca dwie brygady pancerne byłaby dywizją pancerną starego typu. Maczek powoływał się tymczasem na przewagę liczebną broni pancernej nad piechotą w niemieckich dywizjach pancernych, sugerując tworzenie ruchliwych brygad mieszanych. Dowództwo 1 Korpusu liczyło natomiast, że dwie brygady pancerne staną się zalążkami dwóch dywizji pancernych w ramach reorganizacji korpusu w związek pancerno-motorowy. Plan ten zyskał w czerwcu 1942 wstępną aprobatę następcy Brooke'a, gen. Bernarda Pageta.
W myśl rozkazu Naczelnego Wodza o formowaniu 1 Dywizji Pancernej z 25 lutego 1942 większość jej jednostek miała powstać na bazie oddziałów 10 BKPanc. 4 kwietnia 1942 gen. Maczek przekazał dowodzenie nad brygadą swojemu zastępcy dywizyjnemu płk. dypl. Kazimierzowi Dworakowi.

### Skład
Kwatera Główna
- 10 oddział rozpoznawczy (późniejszy 10 Pułk Dragonów)
- 10 Pułk Strzelców Konnych
- batalion im. 14 Pułku Ułanów Jazłowieckich
- 24 Pułk Ułanów
- 10 pułk artylerii lekkiej
- 10 bateria artylerii przeciwlotniczej
- 10 szwadron przeciwpancerny
- 10 szwadron łączności
- 10 kompania saperów
- 10 kompania warsztatowa
- 10 czołówka naprawcza samochodów
- 10 pluton parkowy
- 10 kompania sanitarna
- 10 sąd polowy z aresztem
- kadra ośrodka zapasowego

## 10/16 Brygada Pancerna
21 września 1943 nakazano reorganizację 1 DPanc. W jej składzie miały znaleźć się: brygada pancerna i brygada strzelców. Jako pierwszą zorganizowano brygadę pancerną. Jej nazwa "10/16 Brygada Pancerna" była chwilowym kompromisem. Powstała z połączenia 10 BKPanc i 16 BCz. Znaczną część żołnierzy wydzieliły do niej inne jednostki 1 Korpusu.
12 października 1943 przemianowano ją na 10 Brygadę Kawalerii Pancernej. 16 BCz oddała swoje dwa pułki pancerne, zachowała 3 pułk pancerny i otrzymała ze "starej" 10 BKPanc 14 pułk ułanów. Sztab brygady powstawał w zasadzie na bazie 16 Brygady. Dowódca 10 Brygady awansował i objął stanowisko zastępcy dowódcy 1 DPanc.

### Skład
- Kwatera główna brygady (Brigade Headquarters)[b]
- Szwadron Dowodzenia
- 24 pułk ułanów (24th Polish Lancer Regiment; z 10 BKPanc)
- 1 pułk pancerny (1st Polish Armoured Regiment; z 16 BCz)
  - szwadron dowodzenia
    - pluton rozpoznawczy
    - pluton przeciwlotniczy
    - pluton łączności
    - pluton gospodarczy

  - 3 x szwadron czołgów
    - 4 x pluton czołgów[c]
- 2 pułk pancerny (2nd Polish Armoured Regiment)[d] (z 16 BCz)
- 10 pułk dragonów (10th Polish Dragoon Regiment – Motor Battalion)[e]
  - szwadron dowodzenia
  - szwadron wsparcia
  - 3 x szwadron dragonów
    - pluton carrierów
    - 3 x pluton dragonów

## Symbole brygady
Odznaka specjalna
Nadana brygadzie przez Naczelnego Wodza rozkazem z 31 marca 1941 roku.

"10 Brygadzie Kawalerii Pancernej przyznaję przywilej noszenia czarnego naramiennika na lewym ramieniu kurtki i płaszcza, jako tradycję czarnych kurtek skórzanych, wskutek których wróg przezwał brygadę »Schwarze Brigade«"

Naramiennik nosili wszyscy żołnierze mający przydział do 10 Brygady Kawalerii Pancernej. Żołnierze przeniesieni z 10 Brygady Kawalerii Pancernej do sztabów, komend itp. zatrzymywali prawo noszenia czarnego naramiennika.
15 lutego 1945 roku prawo noszenia czarnych naramienników uzyskały wszystkie oddziały (jednostki) wchodzące organizacyjnie w skład 1 Dywizji Pancernej.
Proporczyk
Oficerowie broni pancernej sztabu 10 BKPanc nosili czarno-pomarańczowe proporczyki kroju kawaleryjskiego; szwadron sztabowy - proporczyki kroju kawaleryjskiego czarne z pomarańczowym trójkątem.

## Obsada personalna Kwatery Głównej 10 BKPanc
Dowódcy brygady:
- gen. bryg. Stanisław Maczek (X 1940 – IV 1942)
- płk dypl. Kazimierz Dworak (od IV 1942)
- płk dypl. Tadeusz Adam Majewski (X 1943 – I 1945)
- płk dypl. Franciszek Skibiński (19 I – 16 VII 1945)
- płk dypl. Antoni Grudziński (VII 1945 – VI 1947)

Zastępcy dowódcy brygady:
- płk Edmund Heldut-Tarnasiewicz (1942 –)
- ppłk / płk dypl. Franciszek Skibiński (9 XI 1943 – 22 VIII 1944)
- ppłk / płk dypl. Antoni Grudziński (IX 1944 – VII 1945)
- ppłk Władysław Zgorzelski (17 VIII 1945 – VI 1947)

Szefowie sztabu brygady:
- ppłk dypl. Franciszek Skibiński (IX 1940 – 1942)
- mjr dypl. Marian Czarnecki